# Frazer Nash
Frazer Nash è stata una marca britannica di automobili, fondata nel 1922 da Archibald Frazer Nash a Kingston upon Thames e un team di Formula 1 che ha partecipato a 4 Gran Premi nel 1952. Ha ottenuto come miglior risultato un 4º posto al Gran Premio di Svizzera con Ken Wharton, su Frazer Nash FN48 a motore Bristol. Ha anche vinto con Franco Cortese la Targa Florio del 1951. La produzione è stata sospesa nel 1957.